# Juni 1933
| Deze maand |
| --- |
| - Zuiveringen in de Sovjet-Unie - NSDAP verboden in Oostenrijk - SPD verboden in Duitsland - Economische wereldconferentie |

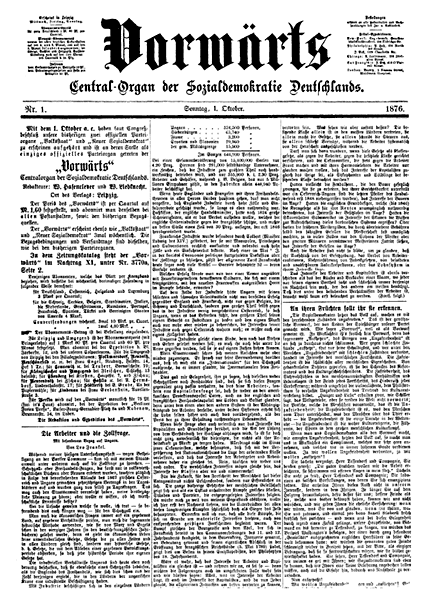
Vorwärts

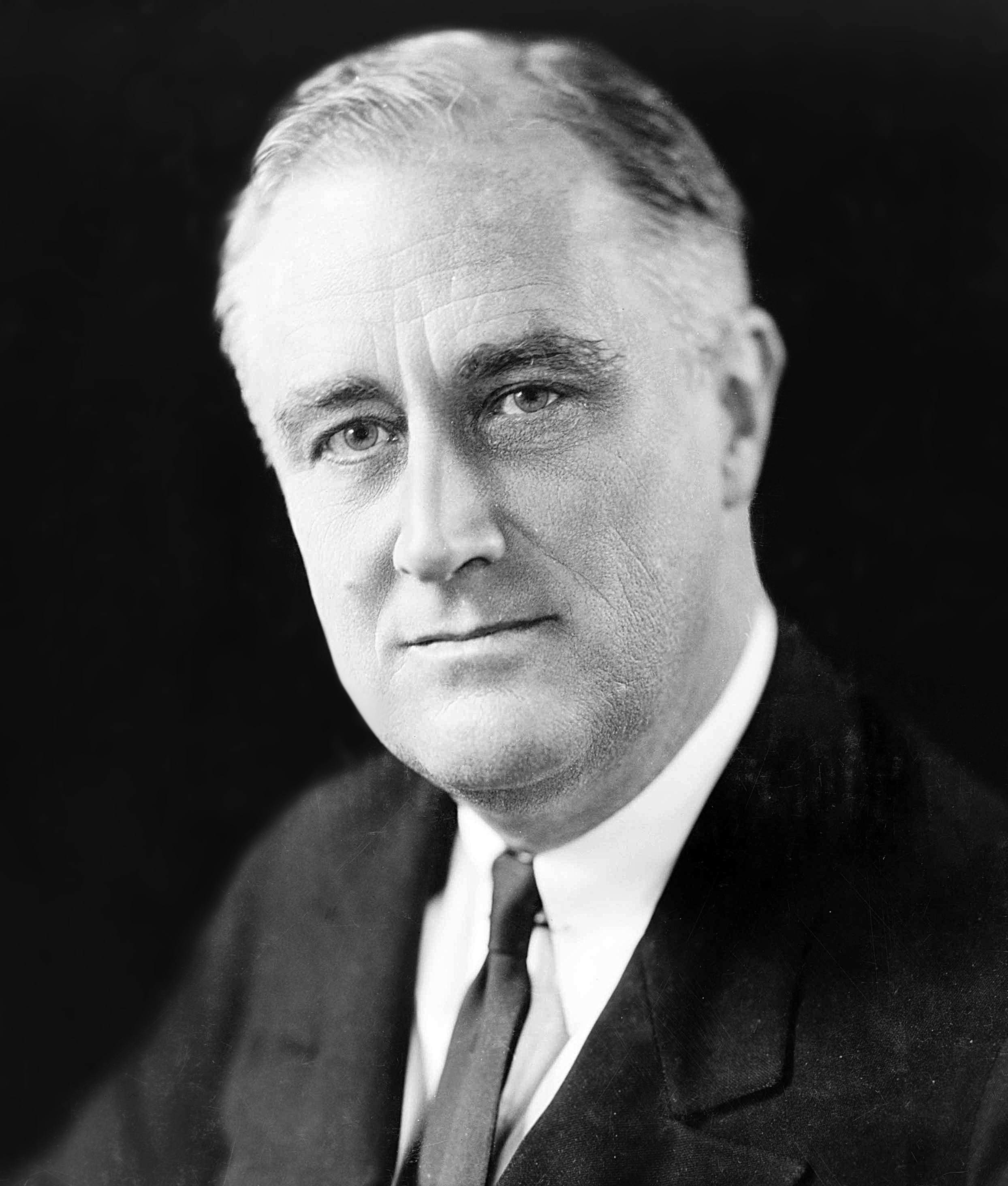
Franklin Delano Roosevelt

De volgende gebeurtenissen speelden zich af in juni 1933. Sommige gebeurtenissen kunnen één of meer dagen te laat zijn vermeld doordat ze op de datum staan aangegeven waarop ze bekend zijn geworden in plaats van de datum waarop ze werkelijk hebben plaatsvonden.
- 1: Oostenrijkers hebben voortaan een uitreisvisum nodig om naar Duitsland te reizen.
- 1: Japan en Mantsjoekwo sluiten de Oost-Chinese spoorweg en daarmee het verkeer naar Vladivostok.
- 2: Alle eigendommen van religieuze orden in Spanje worden geconfisqueerd. Vertegenwoordigers van de kerk mogen geen onderwijs meer geven.
- 3: De ondertekening van het Viermogendhedenpact wordt opnieuw uitgesteld wegens politieke meningsverschillen.
- 4: Joodse studenten in Duitsland mogen slechts colleges en practicums bijwonen als eerst alle Arische studenten een plaats hebben gevonden.
- 4: De paus en de Spaanse bisschoppen protesteren tegen de maatregelen tegen de religieuze orden in Spanje.
- 4: De afschaffing van de gouden standaard in de Verenigde Staten wordt officieel.
- 5: De Sovjet-Unie protesteert bij Mantsjoekwo tegen de sluiting van de oostspoorweg.
- 5: In tegenstelling tot eerdere berichten zijn de wapenstilstandsonderhandelingen tussen China en Japan nog steeds gaande. Japan stelt harde eisen: Toevoeging van Jehol aan Mantsjoekwo en verregaande demilitarisatie van Noord-China.
- 6: Alle Franse luchtvaartmaatschappijen zullen tot één maatschappij gefuseerd worden (zie Air France)
- 6: Sir Eric Drummond neemt afscheid als secretaris-generaal van de Volkenbond.
- 6: Bij een aanslag op de Griekse politicus Eleftherios Venizelos raakt diens vrouw zwaargewond.
- 6 - In Camden (New Jersey) wordt de eerste drive-inbioscoop ter wereld geopend.
- 7: Het Viermogendhedenpact tussen Duitsland, het Verenigd Koninkrijk, Frankrijk en Italië wordt ondertekend. Hierin beloven zij over alle relevante kwesties met elkaar overleg te zullen plegen. Mussolini stelt dat hiermee de spanningen tussen Italië en Frankrijk voorbij zijn.
- 7: Het IOC besluit de toekenning van de Olympische Zomerspelen 1936 aan Berlijn niet te herzien.
- 9: Het Spaanse kabinet-Azaña biedt zijn ontslag aan.
- 12: In Nederland wordt een nieuw departement gecreëerd: Het departement van Sociale Zaken. Jan Rudolph Slotemaker de Bruïne wordt tot minister benoemd.
- 12: In Londen wordt de grote economische wereldconferentie geopend met toespraken van koning George V en premier Ramsay MacDonald.
- 12: In Spanje wordt een nieuwe regering gevormd, opnieuw onder leiding van Manuel Azaña.
- 12: Het Bruine Huis in Wenen wordt gesloten. Oostenrijkse militairen wordt het lidmaatschap van de NSDAP verboden.
- 13: Het partijbureau van de SPD verplaatst haar zetel naar Praag. Ook het blad Vorwärts zal vanuit Praag verschijnen.
- 14: In Japan wordt een controle-instantie op de export ingesteld, om zo beschuldigingen van dumping tegen te gaan.
- 14: In de Sovjet-Unie moet 1 miljard roebel worden bezuinigd op de rijksuitgaven.
- 14: China keurt de wapenstilstand met Japan toe.
- 15: De nationaalsocialisten worden verdacht van diverse bomaanslagen in Wenen. Vele Duitse nationaalsocialisten worden uit Oostenrijk uitgewezen.
- 15: Denemarken besluit de garnizoenen in Zuid-Sleeswijk permanent te bezetten in plaats van alleen 's zomers.
- 15: In de Verenigde Staten wordt $3.6 miljoen uitgetrokken voor werkverschaffing.
- 16: Het congres wordt verdaagd tot begin 1934. President Roosevelt krijgt hierdoor de facto dictatoriale rechten op economisch gebied.
- 19: De Duitse ex-rijkscommissaris Günter Gereke wordt wegens fraude veroordeeld tot 2½ jaar gevangenisstraf.
- 19: In Krems wordt met handgranaten een aanslag gepleegd op een afdeling hulppolitie. SA en SS worden verdacht. In reactie hierop worden de NSDAP en al haar organisaties in Oostenrijk verboden.
- 19: De SPD kiest een nieuwe zesmanschap als partijraad. Het nieuwe bestuur distantieert zich publiekelijk van de naar Praag uitgeweken groep.
- 21: Het opgaan van de Stahlhelm in de NSDAP wordt voltrokken.
- 22: De Kampstaffeln, de strijdkring van het Deutschnationale Front, wordt verboden vanwege vermeende communistische infiltratie.
- 22: Als laatste Europese land treedt Joegoslavië toe tot een tariefbestand, dat inhoudt dat er tot het einde van de Economische wereldconferentie geen nieuwe of verhoogde invoerrechten worden geheven.
- 22: De leiders van de liberale partij in Siam plegen een bloedeloze staatsgreep, daarmee de conservatieve staatsgreep door de koning ongedaan makend. Leider van de staatsgreep is kolonel Phya Bahol Bolabayoeha.
- 22: In Beieren wordt door de politie actie ondernomen tegen de Beierse Volkspartij op verdenking van betrokkenheid bij de anti-nationaalsocialistische acties in Oostenrijk.
- 23: In Duitsland wordt de SPD verboden. Al haar leden in raden en parlementen verliezen hun functie. Alle sociaaldemocratische bladen worden verboden.
- 23: Alle Duitse vakbonden (behalve het onder de NSDAP staande Arbeitsfront) worden verboden.
- 24: Volgens geruchten is Duitsland van plan, in schending van het verdrag van Versailles, twee gewapende politievliegtuigen te bouwen.
- 25: De Duitse regering besluit tot de aanleg van een uitgebreid netwerk van autowegen.
- 25: Zuidwest-Sumatra wordt getroffen door een aardbeving.
- 26: De Duitse sociaaldemocratische leider Paul Loebe wordt gearresteerd.
- 26: In de Landdag van Neder-Oostenrijk worden de mandaten van de nationaalsocialisten ingetrokken.
- 26: Alfred Eduard Frauenfeld, gouwleider van de NSDAP in Wenen, wordt gearresteerd.
- 27: Nederland, Zwitserland, Frankrijk en Duitsland verklaren niet van plan te zijn om van de gouden standaard af te stappen.
- 28: Alfred Hugenberg neemt ontslag als rijksminister van economische zaken. Zijn partij, het Deutschnationale Front heft hierna zichzelf
- 28: Estland verlaat de gouden standaard.
- 30: De 'goudlanden' (Nederland, Frankrijk, België, Italië, Zwitserland en Polen die nog steeds aan de gouden standaard vasthouden) en het Verenigd Koninkrijk verklaren dat het vasthouden aan dan wel terugkeren naar de gouden standaard van essentieel belang is. De Verenigde Staten verwerpen deze verklaring.
- 30: Alle nationaalsocialistische mandaten in de landdag van Wenen worden ingetrokken.

En verder:
- In de Sovjet-Unie vinden grootschalige zuiveringen plaats.
- Bij een bomaanslag op de Sint Pieter, gericht tegen het leven van Mussolini, raken 4 mensen gewond. Daders zijn Leonardo Bucciglione en Reni Cianca. De aanslag wordt pas in maart 1934 publiek gemaakt.

<< · januari · februari · maart · april · mei · juni · juli · augustus · september · oktober · november · december · >>